# Jardín Sajón
El Jardín Sajón (en polaco: Ogród Saski) es un jardín público de 15.5 hectáreas de superficie situado en el centro de Varsovia (Polonia), frente a la Plaza Piłsudski. Es el parque público más antiguo de la ciudad. Fundado a finales del siglo xvii, abrió al público en 1727 y fue uno de los primeros parques de acceso público del mundo.

## Historia

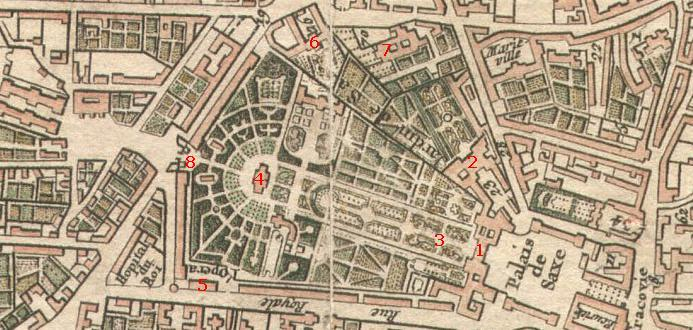
Plano del Jardín Sajón.

Originalmente se encontraban en el Jardín Sajón las fortificaciones de Varsovia, la muralla de Segismundo III, y un palacio construido en 1666 para el poderoso aristócrata Jan Andrzej Morsztyn. El jardín fue ampliado durante el reinado de Augusto II, quien lo unió al llamado Eje Sajón, una línea de parques y palacios que conectan el oeste de Varsovia con el río Vístula.
El parque del Palacio Sajón abrió al público el 27 de mayo de 1727. Se convirtió así en un parque público antes que los Jardines de Versalles (1791), el Palacio Pávlovsk, el Palacio Peterhof y el Jardín de Verano (1918), la Villa de Este (1920), Kuskovo (1939), Stourhead House (1946), el Jardín del Castillo de Sissinghurst (1967), Stowe (1990), o Vaux-le-Vicomte (1990).
Inicialmente un parque francés de estilo barroco, en el siglo xix fue transformado en un jardín inglés de estilo romántico. Destruido en el Alzamiento de Varsovia, fue reconstruido parcialmente tras la Segunda Guerra Mundial.

## Descripción

### sigloXVIII
El jardín era un ejemplo típico de la extensión barroca de vistas formales inspiradas en los Jardines de Versalles. El parque empieza a partir de la fachada trasera del palacio, flanqueando una larga avenida con numerosas esculturas. La avenida central conducía directamente al palacio, como era habitual en los parques franceses de la época.
Tras la finalización del Palacio Sajón, los alrededores fueron incluidos en el complejo del palacio. El Palacio Brühl y el Palacio Azul, así como el pabellón conocido como Gran Salón, fueron construidos o reconstruidos en las obras iniciales del Complejo Sajón durante el reinado de Augusto II. También se creó un jardín de flores barroco con césped, macizos de flores, setos y árboles. Este jardín prolongó el eje central de la fachada simétrica del palacio con diseños axiales rigurosamente simétricos de parterres, paseos de grava y bosquets formales. Los parterres fueron plantados a partir de 1713 por Joachim Heinrich Schultze y por Gothard Paul Thörl a partir de 1735.

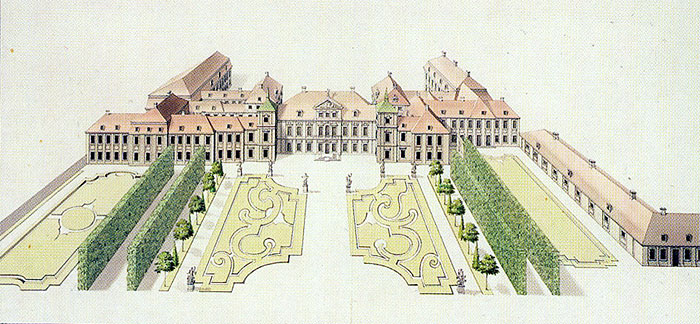
El Palacio Sajón.

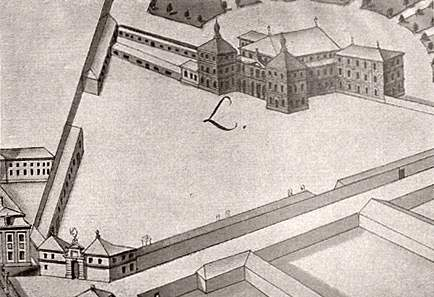
El Palacio Brühl.

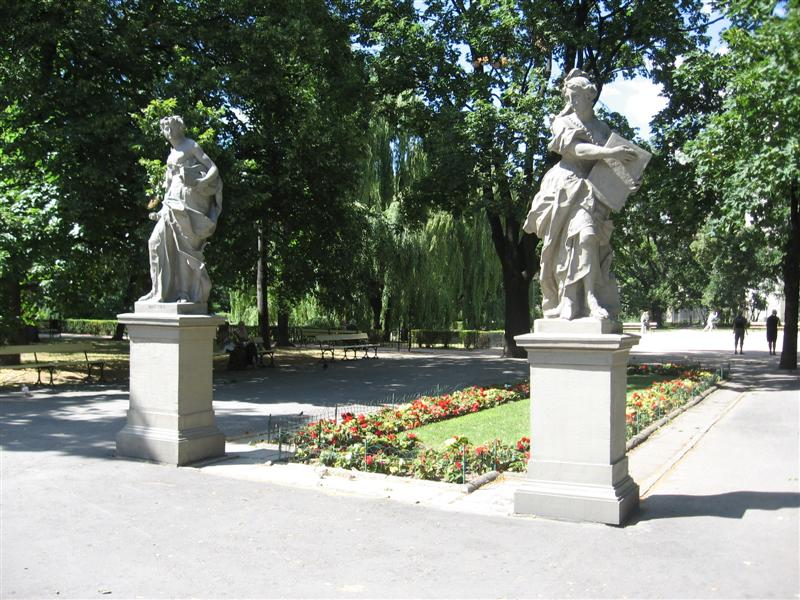
Esculturas rococó.

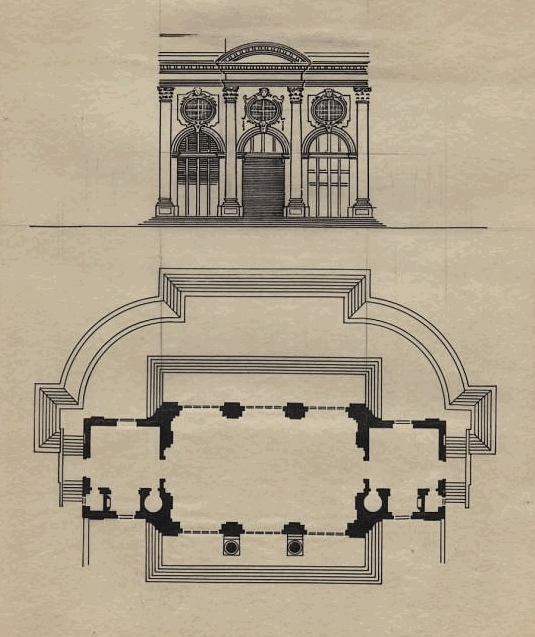
El Gran Salón.

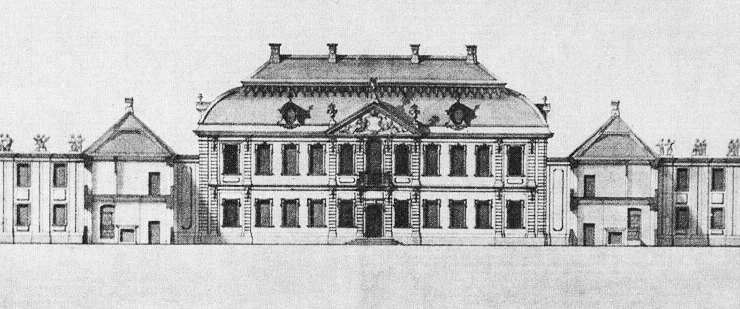
El Palacio Azul.

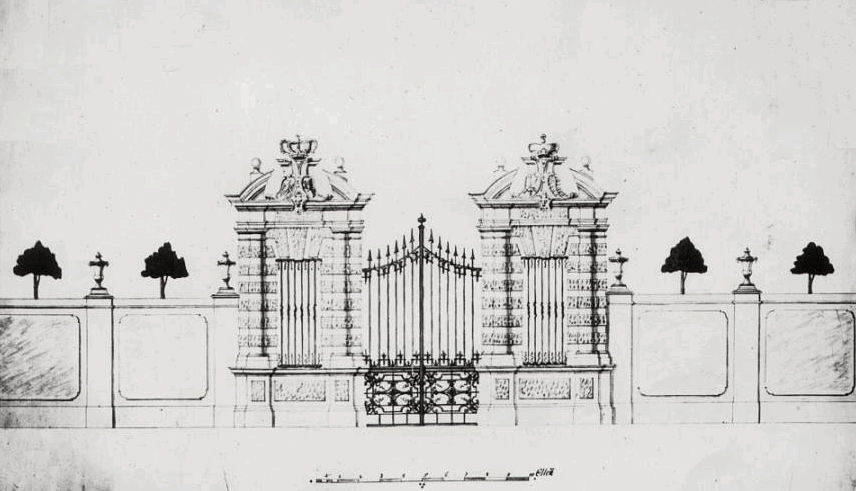
La Puerta de Hierro.

- Palacio Sajón. Entre 1661 y 1664 se erigió un gran complejo palaciego para Jan Andrzej Morsztyn según el diseño de Tylman van Gameren.[3] En 1669 el palacio fue reconstruido y ampliado. La entrada principal fue mejorada y se añadieron dos galerías que terminaban en pabellones de dos plantas de altura. En 1713 el edificio fue adquirido por el rey Augusto II, que empezó a adquirir propiedades de los alrededores y demoler los edificios.[3] La reconstrucción del palacio y la creación del Eje Sajón pasó por tres fases diferentes: desde 1713 hasta la década de 1720 según el diseño de Carl Friedrich Pöppelmann y Joachim Daniel von Jauch, en segundo lugar hasta 1733 y por último su finalización en 1748 por Augusto III.[3] El palacio fue remodelado en 1842. Durante la Segunda Guerra Mundial, fue destruido por los alemanes tras el fracaso del Alzamiento de Varsovia de 1944.[6]
- El Palacio Brühl, antiguo palacio de Jerzy Ossoliński, fue reconstruido entre 1681 y 1697 por Tylman van Gameren.[7] Comprado por Heinrich von Brühl en 1750, a petición suya fue reconstruido por Johann Friedrich Knöbel y Joachim Daniel von Jauch entre 1754 y 1759.[3] Los dos anexos fueron construidos en esa época y unidos al palacio. Posteriormente, se construyeron otros dos anexos y se unieron mediante un recinto decorado con esculturas. El cuerpo central del edificio fue mejorado y cubierto con una mansarda. Entre 1932 y 1937 el palacio fue adaptado para su uso como Ministerio de Asuntos Exteriores de la nueva República Polaca. Fue deliberadamente destruido por los alemanes el 18 de diciembre de 1944.[7]
- Estatuas de arenisca, parte de la rica colección de esculturas trasladadas a San Petersburgo tras la captura de la ciudad por el mariscal Aleksandr Suvórov en 1794, y colocadas en el Jardín de Verano.[5] Según un plano de 1745 del Jardín Sajón había setenta pedestales en el jardín, y en 1797 solo quedaban treinta y siete esculturas,[5] de las cuales solo veinte se han conservado hasta nuestros días. Cuatro de estas esculturas fueron destruidas completamente durante la destrucción del Palacio Sajón en 1944, pero fueron reconstruidas posteriormente.[5] Están incluidas las esculturas de la Aritmética, la Astronomía, Baco, Flora, la Geografía, la Gloria, la Educación, la Inteligencia, el Intelecto, la Justicia, la Medicina, la Arquitectura Militar, la Pintura, la Poesía, la Racionalidad, la Ciencia, la Escultura, Venus y el Invierno. La mayor parte de ellas fueron realizadas antes de 1745 por escultores anónimos de Varsovia bajo la dirección de Johann Georg Plersch.[5]
- El Gran Salón, situado en el eje central del Jardín Sajón, tenía como función proporcionar un final apropiado al eje principal del jardín. Fue construido a partir de 1720 según el diseño de Matthäus Daniel Pöppelmann.[3] El edificio se abría al jardín mediante porte-fenêtres semicirculares y óculos. La terraza sobre la planta baja del edificio estaba rodeada por un ático decorado con jarrones; también se añadieron dos dependencias a ambos lados. El Gran Salón fue demolido en 1817.[5]
- Operalnia, una casa de ópera con quinientos asientos,[8] fue inaugurada en 1748. Fue construida bajo la dirección del arquitecto Carl Friedrich Pöppelmann e inspirada en el Pequeño Teatro de Dresde, construido por Christoph Bayer en 1687. El interior fue decorado en un estilo barroco pesado y suntuoso por los artistas de la corte. El 19 de noviembre de 1765 en Operalnia, los actores de su Majestad representaron el estreno de Intrusos de Józef Bielawski, una comedia que era una adaptación libre de una obra de Molière.[3] Dado que el equipo de actores tenía todos los elementos de un grupo nacional totalmente profesional (actuaban en polaco y se ganaban la vida actuando), el 19 de noviembre se considera el aniversario de la fundación del Teatro Nacional. Este equipo de teatro nacional era uno de los elementos del programa de reforma cultural y educativa impulsado en la República de Polonia por el rey Estanislao II Poniatowski. Con el paso de las décadas este teatro, que prestaba una gran atención a las obras de los dramaturgos polacos, fue una de las bases del desarrollo cultural del pueblo polaco. El edificio fue demolido en 1772.
- El Palacio Azul recibe su nombre por el color de su cubierta. El palacio fue comprado por el rey Augusto II al obispo Teodor Andrzej Potocki para su hija Anna Karolina Orzelska. Fue reconstruido en 1726 por Joachim Daniel von Jauch y Johann Sigmund Deybel.[3] El rey quería ofrecérselo a Anna como regalo de Navidad. En seis semanas, el palacio fue renovado por trescientos albañiles y artesanos trabajando noche y día.[9] El patio, rodeado por un recinto amurallado, tenía dos puertas. Había columnatas a ambos lados de la fachada hacia el jardín. El jardín trasero (parte del Jardín Sajón) y la fuente en cascada fueron diseñados por Carl Friedrich Pöppelmann.[3] Desde 1811, ha sido propiedad de la familia Zamoyski, que lo remodeló en estilo neoclásico tardío. El palacio fue reconstruido tras la guerra.[9]
- La Iglesia de San Antonio de Padua y el monasterio de los franciscanos reformados fueron fundados en 1623 en agradecimiento por la captura de Smolensk el 13 de junio de 1611 (fiesta de san Antonio de Padua) por Segismundo III Vasa e inaugurados el 13 de mayo de 1635. Esta iglesia fue gravemente dañada durante el Diluvio por el ejército transilvano de Jorge Rákóczi II.[3] La nueva iglesia fue fundada por el castellano Stanisław Leszczyc-Skarszewski.[10] Las obras empezaron en 1668 según el proyecto de Józef Szymon Bellotti. En 1734, se convirtió en la iglesia parroquial de la corte real en el Palacio Sajón. El rey ordenó que se construyera un palco especial para él en el lado izquierdo del presbiterio (1734–35), y el escultor real Johann Georg Plersch realizó las esculturas del interior. La iglesia fue destruida parcialmente durante el Alzamiento de Varsovia.[10]
- La Puerta de Hierro era parte del Complejo Sajón, que tenía forma pentagonal y cubría una superficie de unas diecisiete hectáreas. La puerta fue construida según el diseño de Joachim Daniel von Jauch a partir de 1735,[11] junto con otros edificios del Eje Sajón, como los cuarteles de los guardias montados de la Corona, una muralla con bastiones al sur y al oeste o el Palacio Azul. Fue embellecida con cartelas con los escudos de Polonia y de Lituania. La puerta fue demolida en 1821.[5]

La vista del Complejo Sajón desde el norte pintada en 1764 por Bernardo Bellotto, más conocido como Canaletto el joven, muestra la entrada principal al palacio desde Wielopole con la Puerta de Hierro y el cenador de 21 m de altura llamado Gran Salón.

### SiglosXIXyXX

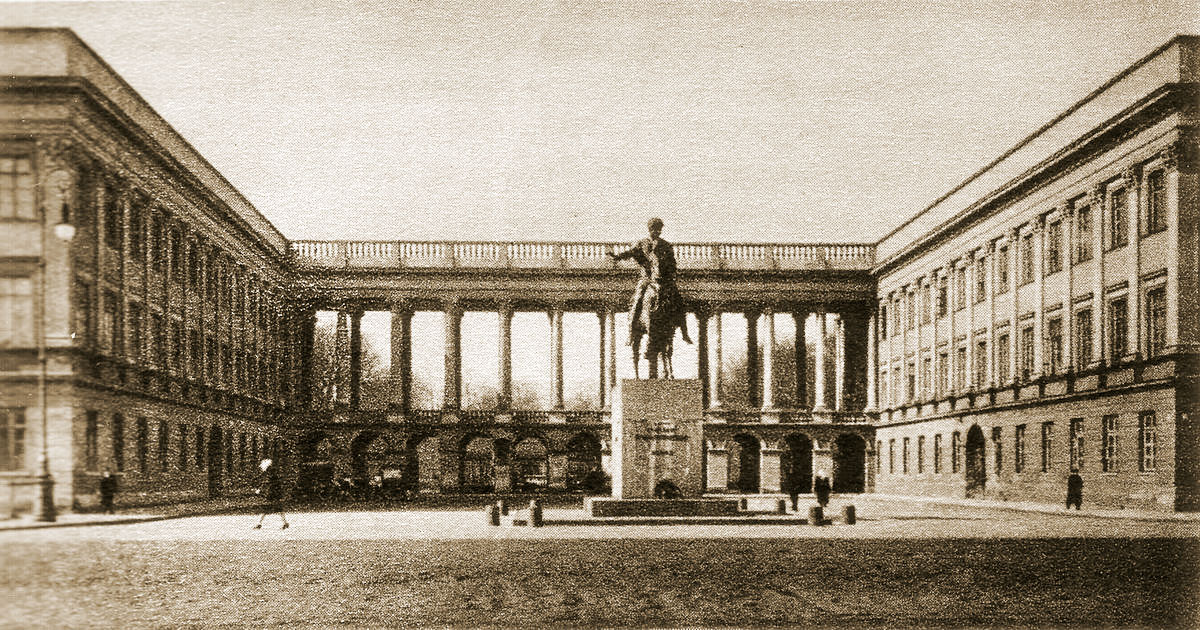
El Palacio Sajón

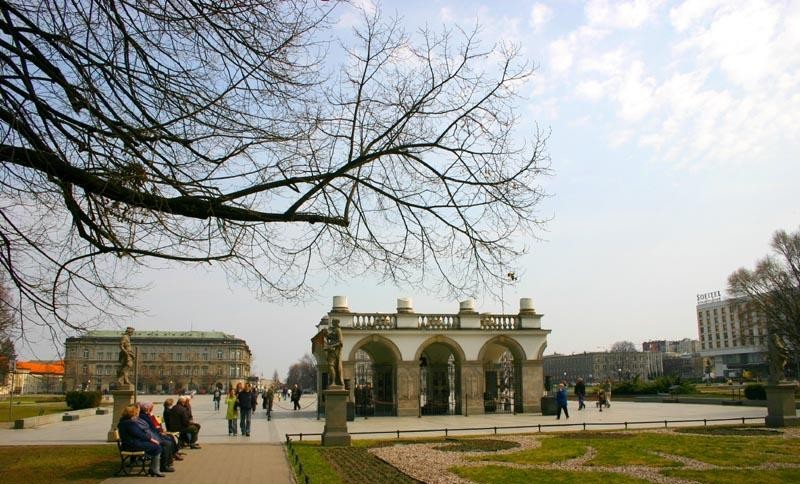
La Tumba del Soldado Desconocido

- La Tumba del Soldado Desconocido, dedicada a los soldados desconocidos que han dado sus vidas por Polonia. Es una de las muchas tumbas nacionales de soldados desconocidos que fueron erigidas tras la Primera Guerra Mundial, así como uno de los símbolos nacionales más importantes de heroísmo. En 1925, el arquitecto Stanisław Ostrowski realizó su diseño, que se colocaría bajo las arcadas del Palacio Sajón.[12] El triple arco de la tumba es el único resto que se conserva de la columnata del Palacio Sajón.[13] Aquí las delegaciones oficiales colocan coronas de flores y rinden homenaje a los soldados fallecidos. La tumba tiene un cambio de guardia cada hora.
- Una fuente con una placa elaboradamente tallada que descansa sobre un cuenco con forma de concha sostenido por un soporte enrollado, que es usada a menudo por las parejas como lugar de encuentro. Fue colocada en 1855, y era la pieza central de los jardines diseñados por Enrico Marconi y también uno de los símbolos urbanos más reconocidos de Varsovia.[14]
- Un reloj de sol de mármol, que data de 1863,[15] situado cerca de la gran fuente en el centro del parque. Fue colocado por el médico y meteorólogo Antoni Szeliga Magier (1762–1837).
- La torre de agua, en la parte noroeste del jardín, está situada junto al lago ornamental rodeado por sauces. Esta torre de agua de estilo neoclásico con forma de monóptero se inspiró en el Templo de Vesta de Tívoli,[16] y fue diseñada en 1852 por el arquitecto Enrico Marconi.[16]
- El Teatro de Verano, un popular teatro de variedades de verano, existió entre 1870 y 1939. Fue construido por Aleksander Zabierzowski durante el mandato de Stanisław Moniuszko en el Gran Teatro, entre la torre de agua y el Palacio Azul. A partir de entonces, cada año se representaban allí las actuaciones de verano de los teatros de Varsovia. En esta época, el Teatro de Verano tenía una capacidad para 1065 espectadores sentados.[17] Helena Modjeska[18] y Pola Negri[19] hicieron varias apariciones allí. El teatro se quemó en septiembre de 1939 tras el impacto directo de una bomba incendiaria[18] y nunca fue restaurado.
- La Palm House, inspirada en las estructuras victorianas de vidrio y hierro de Inglaterra, fue construida en 1894.[20] Fue erigida específicamente para las exóticas palmeras que estaban siendo coleccionadas e introducidas en Europa en el siglo xix. Su elegante diseño, con su espacio sin obstrucciones para las copas de las palmeras, era una perfecta fusión de forma y función. La estructura fue destruida durante el Alzamiento de Varsovia y la destrucción planificada de Varsovia y nunca fue reconstruida.[20]
- El monumento dedicado a Maria Konopnicka, famosa escritora y poetisa polaca principalmente para niños y jóvenes, que fue inaugurado en 1965.
- La estatua de Stefan Starzyński, líder de la capital durante el Asedio de Varsovia, fue colocada en 1981.